# Grace Bailey
Grace Bailey — двухмачтовая шхуна 1882 года постройки. Порт приписки — город Кэмден штата Мэн, США.
В 1992 году шхуна признана Национальным историческим памятником США.
Шхуна построена в 1882 году в Патчоге, штат Нью-Йорк, Гилбертом Смитом для владельца Эдвина Бейли, который назвал её в честь своей дочери, родившейся в том же году. В 1906 году переименована в «Мэтти», под этим именем она ходила до своей реставрации в 1989 году.
До 1939 года использовалась в каботажной торговле на побережье штата Мэн. В 1939 году была зафрахтована, а через год приобретена, Фрэнком Свифтом, который ухватился за идею использовать шхуны для пассажирских экскурсий, поскольку они стали финансово нежизнеспособными как грузовые суда. С тех пор она служит как парусное круизное